# 天麻苷元
天麻苷元（英語：Gastrodigenin，或称为4-羟基苯甲醇，或对羟基苯甲醇）是一种苯酚衍生物，是天麻素（Gastrodin）的糖苷配基，存在于天麻（学名：Gastrodia elata）等植物中。它可由4-羟基苯甲醛被硼氢化钠（或氢气）还原得到。